# 김경진 (군인)
김경진(金慶珍, 1920년 9월 8일 ~ 1952년 10월 11일)은 대한민국의 육군 장교이다.
그는 한국 전쟁에 참전하여 백마고지 전투에서 활약하다 전사하였다.

## 생애
그는 경상북도 의성에서 출생하였으며 지난날 한때 1921년에서 1923년까지 일가족과 함께 조선 고국을 떠나 일본 가나가와 현 아시가라시모 군 하코네에서 잠시 유아기를 보낸 적이 있는 그는 그 후 1923년 귀국하였고 1933년 또다시 일본 유학을 하여 1939년 가나가와 현립 이세하라 고등학교를 졸업하고 일본 오사카에서 소작농 위장을 하며 노동업을 전전하다가 1945년 8·15 조선 광복 직후 귀국하여 이듬해 1946년 대한민국 육군 준위 임관으로써 군에 입문하여 육군 준사관 복무하다가 이후 1949년 5월 23일을 기하여 육사 정훈 특1기로 육군 소위 재임관되었으며 이듬해 1950년 육군보병학교를 졸업하였고 같은 해 1950년 육군 제9사단에 전임되었으며 그 해에 한국 전쟁을 목도하였고 1951년 12월 7일 육군 제9사단 제29연대 제2대대장으로 보임되어 전투하다가 1952년 10월 백마고지 전투에 참전했다.
육군 제9사단 제29연대 제2대대장 직위 및 육군 소령 계급 당시이던 1952년 10월 11일에 중공군을 물리치고 395 고지를 탈환했으나 이 과정에서 정상을 20m 앞두고 박격포탄에 맞아 전사하여 전공 공적으로 육군 중령 1계급 특진이 추서되었다.
사후 1954년 6월 25일 태극무공훈장이 추서되고 1983년 5월 11일 서울 동작동 국립현충원에 안장되었다.

## 학력
- 일본 요코하마 아사노 중고등학교(前) → 일본 가나가와 현립 이세하라 고등학교 졸업(1939년)
- 대한민국 육군사관학교 정훈 1기 및 육군 소위 임관 후 육군 중위 진급(1949년)
- 대한민국 육군종합학교 특1기 및 육군 대위 재임관(1950년)
- 대한민국 육군보병학교 졸업(1950년)
- 대한민국 육군정훈학교 졸업(1951년)
- 대한민국 육군포병학교 졸업(1951년)